# Jehudi Schoonacker
Jehudi Schoonacker, né le 7 novembre 1978 à Gand,, est un coureur cycliste belge. Il est professionnel de 2000 à 2004.

## Biographie
En 1995, Jehudi Schoonacker prend la troisième place du championnat de Belgique de poursuite juniors (moins de 19 ans). Deux ans plus tard, il devient champion de Flandre-Orientale du contre-la-montre chez les espoirs (moins de 23 ans). Il finit ensuite troisième du championnat de Belgique sur route espoirs en 1999. Cette même année, il se distingue au niveau international en terminant quatrième du Circuit Het Volk espoirs et cinquième du Tour des Flandres espoirs. 
Il passe finalement professionnel en 2000 dans la structure Vlaanderen 2002. Avec cette formation, il se classe deuxième d'une étape du Tour de Burgos en 2001. En 2003, il remporte deux kermesses belges. Il finit par ailleurs troisième du Circuit du Pays de Waes, quatrième du Circuit de Campine, cinquième du Circuit des Mines ou encore douzième du Tour du Danemark. 
Entre 2005 et 2009, il court au sein des équipes continentales Skil-Moser, Sean Kelly ACLVB puis Sunweb Pro Job. Durant cette période, il termine notamment deuxième d'une étape de la FBD Insurance Rás au printemps 2006. Il redescend par la suite au niveau amateur, où il continue sa carrière. 
Il quitte définitivement les pelotons cyclistes à l'issue de la saison 2015, alors qu'il est âgé de trente-six ans.

## Palmarès et résultats

### Palmarès par année
- 1995
  - 3e du championnat de Flandre-Orientale du contre-la-montre juniors
  - 3e du championnat de Belgique de poursuite juniors
- 1997
  - Champion de Flandre-Orientale du contre-la-montre espoirs
- 1998
  - 2e de la Zuidkempense Pijl
  - 3e du Triptyque des Monts et Châteaux
- 1999
  - 1re étape du Tour de la Communauté aragonaise
  - 2e de la Zuidkempense Pijl
  - 3e du championnat de Belgique sur route espoirs
- 2003
  - Mémorial Fred De Bruyne
  - 3e du Circuit du Pays de Waes
- 2009
  - 3e du championnat de Flandre-Orientale sur route

### Classements mondiaux
| Année           | 2005   | 2006   |
| --------------- | ------ | ------ |
| UCI Europe Tour | 1 213e | 1 162e |